# Orlando Tripodi
Orlando Tripodi (San Juan, 26 de febrero de 1927 – Buenos Aires, ídem, 12 de agosto de 1995), cuyo nombre completo era José Orlando Tripodi, fue un pianista, director, compositor y arreglista argentino dedicado al género del tango. Reconocido por la calidad de sus arreglos, tocó entre otros conjuntos, en la Orquesta Símbolo Osmar Maderna, en la Orquesta de las Estrellas dirigida por Miguel Caló y en el Octeto de Néstor Marconi, actuó acompañando con su orquesta a diversos cantantes y realizó giras artísticas por el exterior, incluyendo varias por Japón.

## Actividad profesional
Estudió piano con Vicente Scaramuzza y armonía y composición con Pedro Aguilar. A los 17 años dio a conocer su primer tango titulado Ninguno de los dos.  Su primera colaboración fue con Argentino Galván. Cuando en 1951 falleció Osmar Maderna, Tripodi lo reemplazó  en la formación denominada Orquesta Símbolo Osmar Maderna cuya dirección asumió Aquiles Roggero. Mantuvo desde el piano el estilo de aquel, colaboró como arreglista de la orquesta y en ella dio a conocer sus tangos Matizando y Notas para el cielo, impregnados de la modalidad del anterior director.
Cuando en 1959 los cantores Roberto Florio y Jorge Durán se independizaron formando un rubro artístico, lo convocaron para la orquesta de acompañamiento, en la que se desempeñó como ejecutante, director y arreglista, recordándose de esa etapa, además de las versiones cantables, las de los instrumentales Pablo y de su autoría, Negro viejo, registrados para el sello RCA Victor.
En 1961 integró como pianista la reconstrucción de La Orquesta de las Estrellas dirigida por Miguel Caló, con Domingo Federico y Armando Pontier en bandoneón, Hugo Baralis y Enrique Francini con sus violines y los cantores Alberto Podestá y Raúl Berón, formación que además de actuar con éxito por Radio El Mundo grabó para el sello Odeón entre el 16 de abril y el 7 de junio de 1963 doce temas inolvidables. Con ese conjunto dio a conocer su tango orquestal  A Osmar Maderna.
En 1963 acompañó a la cantante María de la Fuente e integró el quinteto de Pen Tango del bandoneonista Dino Saluzzi y el cuarteto de Reynaldo Nichele con el que grabó en el sello Microfón. Dos años después compartió con Luis Stazo la fundación de la agrupación Los Siete del Tango (1965-1969), como solista y codirector. En 1975 formó “El Cuarteto de Tango” con el contrabajista Juan Carlos Vallejos, el bandoneonista Héctor Lettera y con guitarra eléctrica, Héctor Ortega, en tanto Tripodi dirigía desde el piano y hacía los arreglos. El conjunto buscaba un nuevo estilo que reemplazara las antiguas fórmulas transitadas sin perder la sustancia del tango.
Realizó actuaciones y grabaciones con su propia orquesta y, desde 1977, formó un trío con Leopoldo Federico y Fernando Cabarcos con el que hicieron giras por el país con el cantor era Guillermo Galvé. En la década de 1980 formó parte de la orquesta estable de Café Homero junto a Néstor Marconi, Osvaldo Tarantino y el contrabajista Ángel Ridolfi,  en tal carácter acompañaron a cantores como Roberto Goyeneche, a Ángel Díaz y Rubén Juárez, entre otros. En 1982 acompañó a Rosanna Falasca en sus dos últimos discos para el sello Polydor. En 1983 Tripodi con su orquesta hizo con el conjunto Raíces Incas gira por Japón, contratado por la Empresa “MINON CONCERT” en la que realizó 55 recitales en 53 ciudades. En 1988 se incorporó al octeto de Néstor Marconi que hizo una gira por Japón con los cantantes, Nelly Vázquez y Roberto Goyeneche, que se repitió en 1991 dado el éxito conseguido.

## Labor docente y como compositor
Fue profesor de piano y director de la orquesta de tango de la Escuela de Música Popular de Avellaneda.De su labor como compositor se recuerdan las Sonatinas de música nacional y los tangos instrumentales Negro viejo, Ninguno de los dos, Notas para el cielo, Pa que se luzca la orquesta, A paso firme, Entre dos, Nadine, Tema concertante y Argentino Galván, este último en colaboración con Stazo. Entre los cantables están Barriada de mi ciudad y Brillan las luces de mi ciudad, ambos en colaboración con Alberto Podestá y Salvador Monte y versos de Roberto Lambertucci y Trampolín, con letra de Leopoldo Díaz Vélez.
Falleció el 12 de agosto de 1995 y en 1999 el sello Melopea editó un compacto con registros de Orlando Tripodi que se encontraban inéditos.